# Lennart Söderberg
Kurt Lennart Söderberg (Torpshammar, 7 luglio 1941 – Västerås, 13 ottobre 2022
Venne soprannominato Liston dopo che il giornalista di Aftonbladet Nic Åslund scrisse che «Lennart si muove come il pugile Sonny Liston».) è stato un allenatore di calcio e calciatore svedese, di ruolo difensore.

## Carriera

### Giocatore

#### Club
Söderberg ha giocato nelle giovanili del Råsunda, per poi entrare a far parte di quelle dell'AIK. Ha esordito in Allsvenskan il 30 agosto 1959, schierato titolare nel 6-1 inflitto al GAIS. Nel 1961 è stato ceduto in prestito al GIF Sundsvall.
Tornato all'AIK, vi ha militato fino al 1968, quando è passato al Ljusdals. Ha fatto ancora ritorno all'AIK nel 1970, prima di chiudere la carriera all'Ulriksdals.

#### Nazionale
A livello giovanile, Söderberg ha giocato per la Svezia Under-19 e Under-21. Ha rappresentato anche la Svezia B. Il 14 agosto 1963 ha esordito in Nazionale maggiore, schierato titolare nella vittoria per 0-2 contro la Finlandia.

### Allenatore
Söderberg ha ricoperto il ruolo di allenatore-giocatore già quando era in forza al Ljusdals ed all'Ulriksdals. Successivamente è stato l'allenatore del Gefle – dal 1973 al 1975 e dal 1987 al 1989 – e del Västerås SK, in quattro periodi distinti: dal 1975 al 1980, nel 1984, dal 1994 al 1997 e nel 2004.
Sono seguite esperienze all'IFK Eskilstuna (dal 1981 al 1982 e nel 1998) ed ai norvegesi dell'Odd. Successivamente ha allenato il Vasalund ed i danesi dell'Ikast FS. Nel 1993 è tornato in Svezia, per guidare il Syrianska.
Nel 1994 è diventato il tecnico dell'Anorthosis. Ha allenato anche IFK Malmö e Köping FF.

## Palmarès

### Allenatore

#### Competizioni nazionali
- Division 1: 1

Västerås SK: 1996